# Otto Rietzsch
Otto Rietzsch (* 7. Juli 1890 in Groß-Lichterfelde; † 15. Februar 1947 im Speziallager Nr. 1 Mühlberg) war ein führender nationalsozialistischer deutscher Jurist.

## Leben
Sein Großvater war Rittergutsbesitzer in Grottkau, sein Vater war Major der Infanterie. Nach dem Studium der Rechtswissenschaft hatte Rietzsch 1911 seine erste Staatsprüfung an der Universität Kiel. Nach seiner Teilnahme am Ersten Weltkrieg legte er 1919 die zweite Staatsprüfung ab. Ende 1919 wurde er Gerichtsassessor in Kiel. Im Dezember 1921 wurde er Hilfsarbeiter im preußischen Justizministerium. Im April 1922 wurde er zum Rat am Landgericht Berlin II ernannt. 1927 kam er wieder in das Justizministerium und wurde dort Regierungsrat. Im Oktober 1929 wurde Rietzsch zum Landgerichtsdirektor am Landgerichts Berlin II befördert. Im Dezember wurde er im Justizministerium Oberregierungsrat und im April 1930 dort Ministerialrat. In dieser Zeit war er maßgeblich an der Reform des Strafrechts der Weimarer Republik beteiligt.
Zum 1. Mai 1933 trat er der NSDAP bei (Mitgliedsnummer 2.597.302). Außerdem schloss er sich dem NS-Rechtswahrerbund, NS-Kolonialbund, Reichsbund der Deutschen Beamten und der NSV an und wurde Fördermitglied des NSKK. Im April 1935 kam Rietzsch als Ministerialrat ins Reichsjustizministerium. Auch dort war er an den Änderungen des Strafrechts beteiligt. Er leitete das „Referat Strafgesetzbuch“. Er gehörte zudem ab 1937 der Arbeitsgemeinschaft für Jugendstrafrecht der Akademie für Deutsches Recht an. Rietzsch war führend an dem Entwurf des Gemeinschaftsfremdengesetzes beteiligt. Eine Ernennung zum Ministerialdirektor 1942 hatte auf Grund seiner früheren Mitgliedschaft in der DDP keinen Erfolg. Im Mai 1943 wurde er zum Reichsgerichtsrat ernannt. Seinen Dienst trat er erst am 1. Oktober 1944 an. Zuvor hatte er versucht, im Militärdienst unterzukommen. Bis zum Dienstantritt war er Vorsitzender einer Strafkammer am Landgericht Berlin. Seine zahlreichen Aufsätze im nationalsozialistischen Geist machten ihn bekannt und genossen auf Grund seiner Stellung besondere Aufmerksamkeit.

## Mitgliedschaften
- Mitglied der DDP von 1928 bis Mitte 1930
- zeitweise Mitglied im Republikanischen Richterbund